# Halle (Bentheim)
Pour les articles homonymes, voir Halle.
Halle est une commune allemande de l'arrondissement du Comté de Bentheim, Land de Basse-Saxe.

## Géographie
Située le long de la frontière avec les Pays-Bas, la commune est composée de sept quartiers : Hardingen, Hesingen, Belthoek, Bovenhoek, Dalenhoek, Erstenhoek, Kleihoek.
| Getelo | Uelsen        | Neuenhaus           |
| Getelo | Halle         | Lage                |
| Vasse  | Oud Ootmarsum | Lattrop-Breklenkamp |

Le Poascheberg à Hesingen est à 89 m d'altitude le deuxième sommet le plus haut du Comté de Bentheim.

## Histoire
La première mention du moulin à eau date de 1610. En 1865, une seconde meule à grains est installée puis une scierie en 1924. En 1926, la roue du moulin est remplacée par une turbine. Le moulin s'arrête en 1954. Il est restauré en 2002.

## Personnalités liées à la commune
- Harding Meyer (né en 1928), théologien évangélique luthérien, partisan du dialogue entre l’Église catholique et les Églises luthériennes